# Addition dans l'arithmétique de Peano
L'addition des entiers naturels est une opération arithmétique élémentaire, qui a servi de modèle à la notion générale d'addition. Dans cet article, elle est étudiée à partir de son axiomatisation dans l'arithmétique de Peano (voir également entier naturel).

## Définition

### Définition intuitive
L'opération d'addition sur les entiers correspond à l'union disjointe de deux ensembles finis : 2 + 5 est le cardinal de la réunion disjointe d'un ensemble à deux éléments et d'un ensemble à 5 éléments. Cependant l'arithmétique de Peano correspondrait plutôt à une définition ordinale des entiers. L'addition est de toute façon définie dans l'arithmétique de Peano de façon « interne », à partir des notions primitives que sont le zéro (le plus petit entier) et l'opération successeur (ajouter un).
La représentation des entiers sous-jacente dans l'arithmétique de Peano est la représentation la plus primitive et la plus naturelle, celle des entiers unaires. Ce sont les suites de petits  que l'on utilise encore par exemple pour compter des bulletins lors d'un dépouillement. Il s'agit d'une notion naturellement ordinale — on peut comparer deux suites de bâtonnets en les plaçant en vis-à-vis, par exemple 2 < 5 :
||
|||||
Pour additionner 2 et 5 on dispose la suite de 5 bâtonnets « après » la suite de 2 bâtons :
|| + ||||| = |||||||
Dans l'arithmétique de Peano, pour définir cette opération, on la décompose en déplaçant un par un chaque bâtonnet de la seconde suite vers la première.
|| + ||||| = ||| + |||| = |||| + ||| = ||||| + || = |||||| + | = |||||||
Ceci est lié à deux propriétés essentielles des entiers qui sont la définition par récurrence (on définit ici l'addition par récurrence sur le second argument), et le raisonnement par récurrence, qui va permettre de démontrer les propriétés les plus usuelles de l'addition, par exemple la commutativité — la définition par récurrence est asymétrique, il faut bien une démonstration — ou l'associativité.
Les notations de position comme la notation décimale enseignée à l'école primaire, ou la notation binaire utilisée en informatique, sont nettement plus économiques en taille, mais leur utilisation pour l'addition demande une table pour l'addition des chiffres, et un algorithme — que l'on enseigne au niveau CP-CE1 — utilisant une retenue. Avec ces notations on s'éloigne de la structure naturelle des nombres entiers, celle que l'on cherche à définir par les axiomes de Peano.
L'arithmétique de Peano utilise elle la notation unaire, on ajoute simplement un 0, et on utilise une notation pour l'opération successeur « ajouter un », souvent la lettre « s », ou « + » dans la suite de l'article. Par exemple 5 sera alors noté :
s(s(s(s(s(0))))) ou plus simplement sssss0
ou comme dans la suite de l'article
0+++++
À chaque fois on reconnait une notation unaire, avec une interprétation plus abstraite. On passe du bâtonnet, à « ajouter un bâtonnet », un bâtonnet ou autre chose, ça n'a bien sûr pas d'importance : c'est l'opération successeur, que l'on a utilisé en déplaçant les bâtonnets du second argument un par un pour décomposer l'addition.

### Définition mathématique
L'opération d'addition, généralement écrite avec l'opérateur infixe +, est une fonction qui à deux entiers naturels associe un entier naturel :
a + b = c
a et b sont appelés les opérandes, tandis que c est appelé la somme.
On utilise comme d'habitude le signe 0 et on désigne par a+ le successeur de a (ajouter un à a). Ces deux signes sont des symboles primitifs, utiles pour énoncer les axiomes de Peano.

#### Construction par récurrence
L'addition est définie par deux axiomes qui reflètent sa définition par récurrence sur le second argument (choix tout à fait arbitraire).
- a + 0 = a
- a + (b+) = (a + b)+

Le premier sera référencé par AP1, et le second par AP2.
exemple. on définit l'entier 1 comme étant le successeur de 0 :
1 = 0+
on a en utilisant AP2 puis AP1:
a + 1 = a + 0+ = (a+ 0)+ = a+
Dans l'arithmétique de Peano, vue comme théorie du premier ordre, on part du principe que les axiomes sont cohérents, et même qu'ils s'interprètent correctement dans les entiers naturels. L'existence de l'addition, c'est-à-dire d'une opération vérifiant ces deux axiomes est donc un présupposé. Comme pour toute théorie axiomatique, on peut vouloir montrer que celle-ci a bien un domaine d'interprétation, un modèle dans lequel les axiomes de l'addition, entre autres, sont valides (ce que l'on peut faire en théorie des ensembles). On démontre en particulier en théorie des ensembles un principe de définition par récurrence sur les entiers, qui assure l'existence (et l'unicité) d'une opération vérifiant ces deux axiomes. Comme ici il s'agit d'une formalisation des entiers naturels, on peut aussi considérer que cela est suffisamment intuitif pour ne pas avoir besoin de démonstration formelle, surtout dans une théorie plus complexe.
L'unicité elle n'est pas un présupposé lié à la cohérence, rien n'empêche a priori un signe d'opération d'avoir deux interprétations différentes sur le même domaine, toutes deux cohérentes. Elle se démontre très simplement en théorie des ensembles en raisonnant par récurrence sur le second argument. On pourrait en exprimer des approximations et les démontrer dans l'axiomatique de Peano.

## Propriétés
La loi + est associative et commutative et admet un élément neutre : 0. On dit que {\displaystyle (\mathbb {N} ,+,0)} est un monoïde commutatif. De plus, tout entier a est régulier, c'est-à-dire que a + b = a + c ⇒ b = c.